# Romy Haag
Romy Haag (L'Aia, 1º gennaio 1948) è una ballerina, cantante e attrice olandese.

## Biografia
È nata con identità maschile col nome di Edouard Frans Verba. A 13 anni lei e la sua famiglia si unirono al circo Circustheater, dove iniziò a performante come clown per bambini. A 16 si trasferì a Parigi dove iniziò a esibirsi come ballerina da Cabaret.
Soffrì di disforia di genere già da dodicenne, si sottopose un intervento di riassegnazione del sesso intorno ai suoi 30 anni.
Nel 1976 aprì un proprio Cabaret chiamato Chez Romy Haag a Berlino. Ha avuto una relazione sentimentale con David Bowie. 
Ha venduto il locale nel 1983 con l'intenzione di viaggiare per il mondo.
Le è stato dedicato l'asteroide 305660 Romyhaag scoperto da Felix Hormuth nel 2009.

## Filmografia
- Il morbo di Amburgo (Die Hamburger Krankheit)  - regia di Peter Fleischmann (1979)
- Zum Beispiel Otto Spalt - regia di René Perraudin (1988)

## Discografia

### Album
- Tell! cast recording (con Su Kramer, Jürgen Drews, Udo Lindenberg, Jackie Carter, Alexis Korner) (1977)
- So bin Ich (1981)
- Flugblatt (1983)
- City in the Night (1985)
- Live – Rock n Roll Bitch (1980–1990)
- Live – Leben ist gleich Karneval (1992)
- On the Road Again – Chaos in Einheit Tour (1993)
- In Concert – Hexenkessel (1996)
- Cabaret Berlin (1999)
- Balladen für Huren und Engel (2001)
- Reichtum Chill-Inn-Music (2003)
- Frauen, die ich nicht vergessen kann – Live (2005)
- Moving On (2010)

### Singoli
- Liege-Samba (1977)
- Superparadise (1978)
- Showtime (1979)
- Catch Me (1979)
- Rosen Im Schnee (1983)
- Non Je Ne Regrette Rien (1983)
- In Der Nacht Ist Der Mensch Nicht Gern Alleine (1985)
- Help Me Make It Through the Night (1987)
- Süße Kirschen – Lyric Expedition Featuring Romy Haag (1990)
- Toujours Retour (1994)
- La Vie En Rose (2001)
- Memories Are Made of This (2002)
- Love Will Find a Way" – Romy Haag with Marion Gold (2012)
- Let's Dance" – Part of the Art Featuring Romy Haag (2012)
- Wunder Gibt Es Nur Im Märchen (2014)

## Riconoscimenti
- Teddy Award (1997)